# Aldeire
Aldeire ist eine Gemeinde in der Provinz Granada im Südosten Spaniens mit 592 Einwohnern (Stand: 2024). Die Gemeinde liegt in der Comarca Guadix.

## Geografie
Die Gemeinde grenzt an Alquife, La Calahorra, Ferreira, Lanteira, Nevada, Valle del Zalabí und Válor. Die Gemeinde ist in zwei nicht zusammenhängende Teile gegliedert, mit einer Exklave im Norden namens Cortijo Ramos – umgeben von den Gemeinden Valle del Zalabí und La Calahorra.

## Geschichte
Auf dem Gebiet der Gemeinde befand sich die El-Argar-Kultur. Die heutige Siedlung geht allerdings auf die Zeit von Al-Andalus zurück.

## Wirtschaft
Das Solarkraftwerk Andasol befindet sich in der Gemeinde.